# Каспи, Авшалом
Авшалом Каспи (англ. Avshalom Caspi, род. 5 мая 1960, Иерусалим) — израильско-американский психолог. Он является профессором психологии и нейронауки имени Эдварда М. Арнетта в Тринити-колледже искусств и наук при Университете Дьюка и профессором развития личности в Институте психиатрии, психологии и нейронауки при Королевском колледже Лондона. Его исследования были сосредоточены на психическом здоровье и развитии человека, большая часть которых проводилась совместно с его женой и давним научным партнёром Терри Моффитт. Он является соредактором «Annual Review of Developmental Psychology».

## Образование
В 1981 году Каспи окончил Калифорнийский университет в Санта-Крузе, получив степень бакалавра по психологии. В 1983 году он получил степень магистра, а в 1986 году — степень доктора философии по психологии развития на кафедре развития человека Корнеллского университета. Его докторская диссертация называлась «Противостояние и отчуждение: модели жизненного пути взрывных и замкнутых детей». 

## Исследования
Каспи и Моффитт впервые встретились, когда они представили сходные доклады на конференции 1987 года в Сент-Луисе, штат Миссури, на тему «Отклоняющиеся пути от детства к взрослой жизни». Он и Моффитт сотрудничают в рамках междисциплинарного исследования здоровья и развития в Данидине с 1980-х годов. 
Среди открытий Каспи было обнаружение связи между полиморфизмом 5-HTTLPR и клинической депрессией. Это открытие, первоначально опубликованное в исследовании 2003 года, вызвало волну последующих исследований потенциальных генетических корней различных психических расстройств. Однако метаанализ 2017 года не подтвердил первоначальные выводы, как и большой анализ с почти 100%-ной вероятностью для обнаружения первоначальных выводов. В результате общий подход к исследованию гена-кандидата или гена-кандидата с помощью взаимодействия с окружающей средой в отдельных небольших исследованиях больше не является общепринятым. 
Другое исследование Каспи касается вариации гена моноаминоксидазы А и риска антисоциального поведения при наличии жестокого обращения в детстве как исследования взаимодействия генов и окружающей среды, что было подтверждено некоторыми последующими исследованиями, но не подтверждено другими.

## Награды и почести
Каспи является членом Ассоциации психологических наук и Британской академии. Он и Моффитт были сополучателями Премии Клауса Й. Якобса за исследования и Премии за лучшую практику от Фонда Якобса в 2010 году, а также Премии Американской психологической ассоциации за выдающийся научный вклад в психологию в 2016 году. В 2013 году Каспи был удостоен почётной докторской степени Тилбургского университета в Нидерландах. В ноябре 2022 года Каспи был награждён медалью Резерфорда Королевского общества Те Апаранги вместе с руководителем группы по исследованию Данидина Ричи Поултоном и членами группы Мюрреем Томсоном и Моффитт. С 2024 года он стал соредактором журнала Annual Review of Developmental Psychology.